# Rubidium-Oszillator

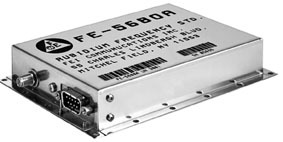
Rubidium-Oszillator

Ein Rubidium-Oszillator, auch als Rubidium-Atomuhr bezeichnet, ist ein Oszillator, der die Hyperfeinstrukturkonstante eines Isotops des chemischen Elementes Rubidium (87Rb) zur Ableitung einer genauen Zeitreferenz verwendet. Damit können kompakte und preisgünstige Atomuhren hergestellt werden. Anwendungen von Rubidium-Oszillatoren liegen bei genauen Zeit- und Frequenzreferenzen in Sendeanlagen, Mobilfunkstationen, als Referenzsignal in Test- und Prüfgeräten und als Zeitgeber in den Satelliten des Global Positioning System (GPS).
Rubidium-Atomuhren weisen allerdings eine höhere relative Standardabweichung als Atomuhren mit einer Caesium-Fontäne auf. Als Frequenznormale zur Festlegung der internationalen Atomzeit (TAI) werden daher wegen der höheren Präzision die im Aufbau voluminöseren und teureren Atomuhren mit Caesium-Fontäne eingesetzt.

## Aufbau

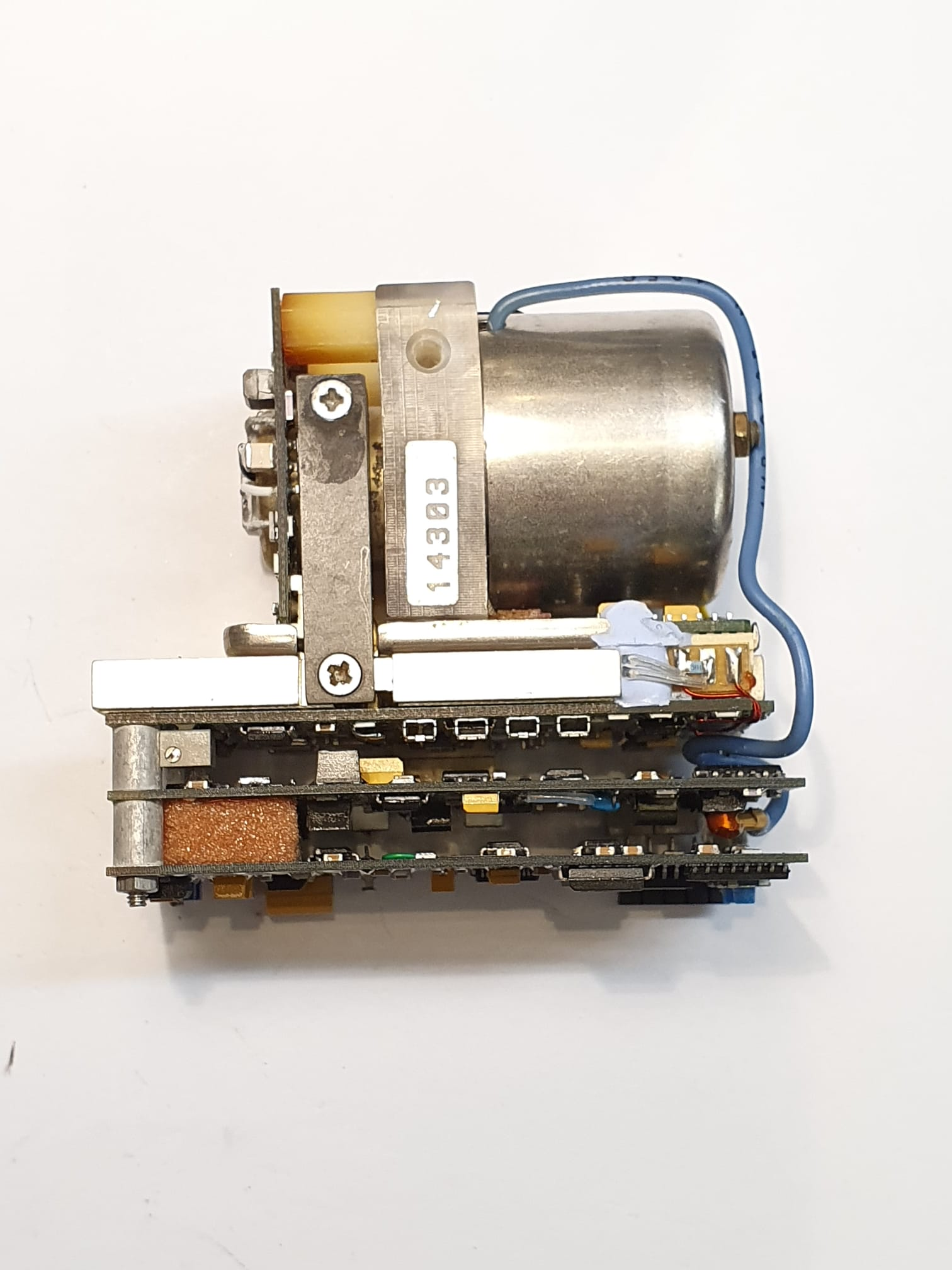
Frequency Electronics FE5650A Rubidium-Oszillator.

Der Rubidium-Oszillator besteht aus einer mit Rubidium gefüllten Gasentladungslampe, deren Licht durch eine kleine Kammer mit gasförmigem Rubidium geleitet wird. Die Intensität des Lichtes wird durch einen Photodetektor gemessen. Wird die Kammer mit gasförmigem Rubidium durch Mikrowellen mit einer Frequenz von 6.834.682.610,904324 Hz (ca. 6,8 GHz) bestrahlt – dies ist die Frequenz des Hyperfeinstrukturübergangs von 87Rb mit einer relativen Standardabweichung von 3 · 10−15 –, kommt es infolge von Resonanzeffekten im Rubidium zu einer Intensitätsreduktion des Lichtes am Photodetektor, die gemessen werden kann.
Diese Helligkeitsänderung dient als Regelsignal in einem Frequency Locked Loop, um einen elektrisch verstimmbaren Quarzoszillator zu verändern, der im Mittel auf die Frequenz des Hyperfeinstrukturübergangs von ca. 6,8... GHz abgestimmt ist. Die vom Quarzoszillator erzeugte elektrische Schwingung dient einerseits als Teil des Regelkreises dazu um über eine Antenne in die Resonanzkammer mit gasförmigen Rubidium abgestrahlt zu werden. Anderseits wird diese Frequenz verwendet, um daraus mit Frequenzteilern für die weitergehende Verarbeitung zur Verfügung zu stellen. Je nach Anwendung sind verschiedene Werte üblich wie 10 MHz oder ein Sekundenimpuls.
Kommt es im Quarzoszillator, beispielsweise durch störende Temperatureinflüsse, zu einer kleinen Frequenzabweichung, resultiert dies in einer Zunahme der Lichtintensität am Photodetektor. Durch die Regelelektronik wird die elektrisch veränderbare Frequenz des Quarzoszillators dann so verändert, dass sie wieder der Frequenz von 6.834.682.610,904324 Hz des Hyperfeinstrukturübergangs von 87Rb entspricht und die Intensität des Lichtes am Photodetektor im Minimum gehalten wird. Um die Abweichungen des Quarzoszillators infolge von äußeren Einflüssen zu minimieren, wird dieser ab bestimmten Genauigkeitsklassen als beheizter Quarzoszillator (OCXO) ausgeführt.
Rubidium-Oszillatoren haben eine begrenzte Standzeit, die primär durch die eingesetzte Gasentladungslampe und deren Ausfall bestimmt ist. Typische Lebensdauern für die Lampe liegen um die 10 Jahre.